# Mitsubishi UFJ Financial Group
Mitsubishi UFJ Financial Group, Inc., japanska: >株式会社三菱UFJフィナンシャル・グループ, hepburn: Mitsubishi Yūefujei Finansharu Gurūpu, är ett japanskt multinationellt finansbolag som erbjuder sina kunder olika finansiella tjänster som bland annat bank, investeringar och kapitalförvaltning. De rankades 2015 som världens 33:e och Japans näst största publika bolag.
MUFG bildades den 1 oktober 2005 när Mitsubishi Tokyo Financial Group och UFJ Holdings fusionerades med varandra.
För 2015 hade de en omsättning på nästan ¥4,23 biljoner och en personalstyrka på 108 153 anställda. Huvudkontoret ligger i  Chiyoda-ku, Tokyo.